# Chersodoma
Chersodoma là một chi thực vật có hoa trong họ Cúc (Asteraceae).

## Loài
Chi Chersodoma gồm các loài: